# 얼 후커
얼 후커(Earl Hooker, 1929년 1월 15일 ~ 1970년 4월 21일)는 슬라이드 기타 연주로 유명한 시카고 블루스 기타리스트였다. "음악가의 음악가"로 여겨지는 그는 소니 보이 윌리엄슨 2세, 주니어 웰스, 존 리 후커와 같은 블루스 아티스트들과 함께 공연했고 자신의 밴드를 후원했다. 전기 기타의 초창기 주자였던 후커는 T-본 워커와 로버트 나이트호크의 현대적인 도시 스타일에 영향을 받았다.